# Emily Temple-Wood
Emily Temple-Wood, född 24 maj 1994 är en amerikansk wikipedian. Hon är känd för sina insatser för att motverka könsfördomar på Wikipedia, särskilt genom att skapa artiklar om kvinnliga forskare. Hon fick utmärkelsen Wikipedian of the Year, tillsammans med Rosie Stephenson-Goodknight, av Jimmy Wales på Wikimania den 24 juni 2016. Hon är anställd som Wikipedian in residence hos United States National Institute for Occupational Safety and Health, en amerikansk motsvarighet till svenska Arbetsmiljöverket.